# Malichus II
Malichus II (arab.: مالك, Maliku) – król Nabatejczyków w latach 40-70. Syn Aretasa IV Filopatrisa, króla Nabatejczyków.
Za panowania Malichusa II nadal trwał okres pokoju i dobrobytu królestwa. Nabatejczycy pomnażali bogactwo dzięki handlowi. Starali się nie mieszać w sprawy sąsiadów. Byli zainteresowani stabilną polityką w regionie pomiędzy południową Arabią a Morzem Śródziemnym. Gdy w roku 66 wybuchło powstanie w Judei przeciwko Rzymianom, Malichus II wsparł Tytusa Flawiusza w uśmierzeniu buntu. Józef Flawiusz, w dziele, pt. Wojna żydowska poinformował, że „Arab Malchos dostarczył tysiąc jeźdźców i pięć tysięcy żołnierzy pieszych, z których większość stanowili łucznicy” (3, IV, 2). Wzięli oni udział w zniszczeniu Jerozolimy, stolicy Judei w 70 roku.
Miasto Damaszek było stracone przez Nabatejczyków za króla Malichusa II, który zmarł w 70 roku. Jego następcą został młodociany syn Rabel II Soter.